# Izydor Lotto

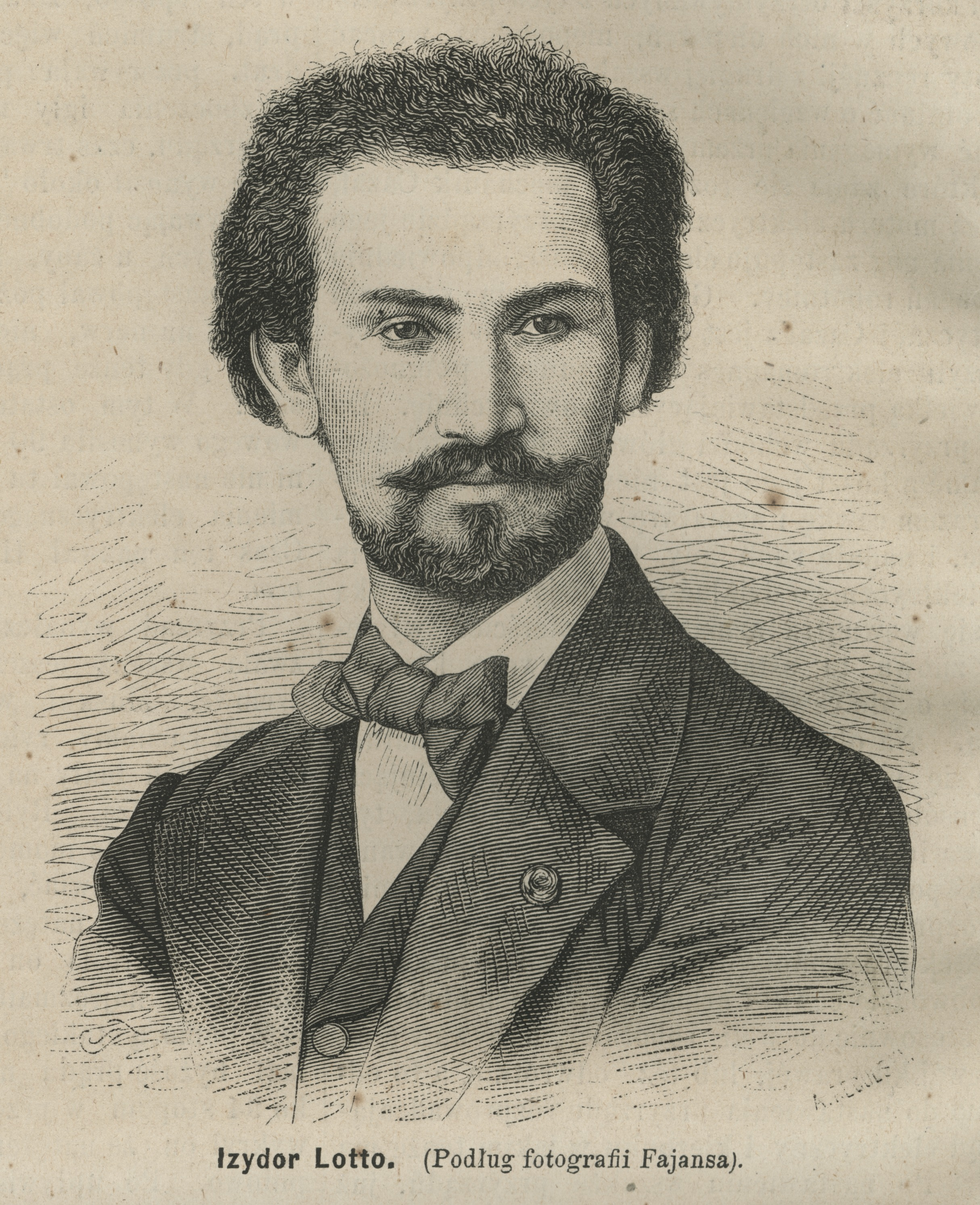
Izydor Lotto

Izydor Lotto (Varsavia, 22 dicembre 1840 – Varsavia, 13 luglio 1927) è stato un violinista e docente polacco.

## Biografia
Izydor Lotto nacque a Varsavia e studiò violino con Lambert Massart dal 1851, composizione con Ambroise Thomas e armonia con Napoléon-Henri Reber dal 1853 al Conservatorio di Parigi.
Nel 1852 diede il suo primo concerto a Parigi e nel 1855 vinse il Premier Prix del Conservatorio.  
Attirò presto l’attenzione e l’ammirazione in tutta Europa per la sua bravura e padronanza tecnica. Fu nominato solista e virtuoso da camera alla corte del granduca di Weimar nel 1862. Per ragioni di salute fu costretto ad abbandonare la sua carriera virtuosistica nel 1866, e divenne insegnante di violino all’Istituto di Musica di Varsavia. Tra i suoi allievi si ricordano Joseph Achron, Bronisław Huberman e Richard Burgin. Achron gli dedicò la Suite in stile antico op. 21 (1906). Il compositore Victor Young venne in Europa per studiare violino con lui. Le composizioni di Lotto, oggi dimentiche, comprendono la Fantasia su un tema dell’inno nazionale russo op. 1, cinque concerti, fantasie, variazioni e altri pezzi da concerto per violino e composizioni didattiche.